# Pirata albicomaculatus
Pirata albicomaculatus is een nomen dubium, bedoeld voor een spin die volgens de auteur van de naam in de familie van de wolfspinnen (Lycosidae) zou moeten worden geplaatst. De wetenschappelijke naam werd in 1913 gepubliceerd door Pelegrin Franganillo-Balboa.